# Achelia pribilofensis
Achelia pribilofensis is een zeespin uit de familie Ammotheidae. De soort behoort tot het geslacht Achelia. Ze werd in 1904 voor het eerst wetenschappelijk beschreven door Leon Jacob Cole, die ze indeelde bij het geslacht Ammothea.
De soort werd in 1897 ontdekt in de Beringzee. De typelocatie is Saint Paul, een van de Pribilofeilanden.